# Eckhard Deutscher
Eckhard Deutscher (* 18. März 1949 in Kelkheim (Taunus)) ist ein deutscher Entwicklungspolitiker und ehemaliger Exekutivdirektor der Weltbank in Washington D.C. sowie ehemaliger Vorsitzender des Entwicklungsausschusses der Organisation für wirtschaftliche Zusammenarbeit und Entwicklung (OECD) in Paris.

## Leben

### Studium
Nach dem Abitur 1968 in Frankfurt am Main studierte Deutscher an der Johann Wolfgang Goethe-Universität Frankfurt Sozialwissenschaften, Erziehungswissenschaften und Philosophie. Er schloss das Studium 1976 mit der Erlangung der Promotion (Dr. phil.) ab. Er unternahm Studienreisen nach Lateinamerika (Mexiko, Peru, Kolumbien) und arbeitete danach zunächst als wissenschaftlicher Mitarbeiter in der Hochschulverwaltung und anschließend ab 1979 für sechs Jahre als Hochschulassistent. Während dieser Zeit forschte Deutscher an verschiedenen wissenschaftlichen Einrichtungen in Mexiko, um eine Habilitationsschrift abzuschließen. Dabei war er auch Gastprofessor an den Universitäten Universidad Autónoma Metropolitana in Xochimilco und Universidad Veracruzana in Xalapa. Deutscher habilitierte (venia legendi) sich 1986 mit einem Thema über die mexikanische Revolution an der Universität Frankfurt.

### Beruf
Seit 1986 war Deutscher im Auftrag der Friedrich-Ebert-Stiftung in Costa Rica tätig und leitete dort das Centro de Estudios Democráticos de América Latina (CEDAL) in Santa Bárbara de Héredia. Die Aufgabe bestand darin, politische Parteien, Gewerkschaften und gesellschaftliche soziale Gruppen wie Kooperativen oder wissenschaftliche Einrichtungen in verschiedenen lateinamerikanischen Ländern durch politische Bildungsmaßnahmen zu stärken.
Im Jahr 1991 übernahm Deutscher die Aufgabe des Zentralstellenleiters für Erziehung, Wissenschaft und Dokumentation bei der Deutschen Stiftung für internationale Entwicklung (DSE; später: Internationale Weiterbildung und Entwicklung) in Bonn, die später mit anderen Institutionen in die Deutsche Gesellschaft für internationale Zusammenarbeit (GIZ) integriert wurde. Diese Zentralstelle führte Fortbildungsveranstaltungen in den Bereichen Grundbildung, Hochschulkooperationen und Dokumentationswesen in Afrika, Lateinamerika und Asien durch. Im Rahmen und zur Durchführung dieser Aufgaben führten ihn zahlreiche Reisen nach Afrika, Asien und Lateinamerika.
Deutscher übernahm von 1994 bis 2000 eine ehrenamtliche Tätigkeit als Geschäftsführer der Society for International Development (SID) – Chapter Bonn. Dort arbeitete er eng zusammen mit dem SID-Vorsitzenden Uwe Holtz, um nach dem Berlin-Umzug der Bundesregierung für Bonn als Standort für UN-Einrichtungen zu werben und Lobbyarbeit für dieses Ziel zu betreiben.
Im Jahr 2001 wechselte Deutscher zur Weltbank nach Washington D.C, in der er 2002 Exekutivdirektor wurde und die deutsche Bundesregierung im Vorstand vertrat. In dieser Eigenschaft wurde er zum Vorsitzenden des Committee on Governance and Executive Directors’ Administrative Matters (COGAM) gewählt. Im Jahr 2006 wurde er Dean of the Board (informeller Vorsitzender des Vorstands). In dieser Funktion war er maßgeblich an der Ablösung des damaligen Präsidenten der Weltbank, Paul Wolfowitz, beteiligt und verantwortlich.
Im Jahr 2008 wechselte Deutscher zur Organisation für wirtschaftliche Zusammenarbeit und Entwicklung (OECD) in Paris, nachdem er von den 23 Mitgliedern des Entwicklungsausschusses zu dessen Vorsitzendem gewählt worden war. Die Aufgabe des Entwicklungsausschusses ist es, eine Monitoring-Funktion zu übernehmen, die inhaltlichen Rahmenempfehlungen der Entwicklungspolitiken der Industrieländer zu formulieren und vorzuschlagen, eine möglichst homogene Entwicklungspolitik entlang der Rahmenformulierungen durchzuführen und die Mitgliedsländer in der Umsetzung durch entsprechende Länderüberprüfungen (Peer Reviews) zu unterstützen. Die Bundesregierung mit dem Bundesentwicklungsminister Dirk Niebel (FDP) unterstützte dieses Mandat nicht länger, sodass Deutscher im Jahr 2011 abberufen wurde.
Anschließend übernahm er bis 2013 eine Aufgabe der Gesellschaft für internationale Zusammenarbeit in Ankara/Türkei, um das Instrument der trilateralen Kooperation stärker zu verankern und zu fördern, mit dem zwei Geberländer und ein sogenanntes „Empfängerland“ zusammenarbeiten.
Deutscher war Mitglied des Forums Eine Welt der Sozialdemokratischen Partei Deutschlands (SPD).

### Persönliches
Durch gute Leistungen bei verschiedenen Wettkämpfen des leichtathletischen Zehnkampfs erhielt Deutscher durch die Deutsche Sporthilfe eine monatliche Förderungs- und Unterstützungszahlung, um an den Olympischen Spielen 1972 in München teilzunehmen. Wegen einer Verletzung konnte er jedoch diesen Plan nicht verwirklichen.